# Кузенки
Кузенки — опустевшая деревня в Унинском районе Кировской области.

## География
Располагается на расстоянии примерно 8 км по прямой на юг-юго-восток от райцентра поселка Уни.

## История
Была известна с 1873 года как починок Кузенкой (Над Каменным логом), где отмечено дворов 11 и жителей 106, в 1905 (деревня Кузенское или Над Каменным логом) 70 и 451, в 1926 (Кузенки) 90 и 390, в 1950 58 и 189, в 1989 году проживало 7 человек. До 2021 года входила в состав Сардыкского сельского поселения до его упразднения.

## Население
Постоянное население  составляло 3 человека (русские 100%) в 2002 году, 0 в 2010.